# Natalie Hodgskin
Natalie Hodgskin, född den 24 maj 1976 i Brisbane, är en australisk softbollspelare.
Hon tog OS-silver i samband med de olympiska softboll-turneringarna 2004 på Aten.